# Arturo Araya Peeters
El Capitán de Navío Arturo Araya Peeters (Providencia, 30 de enero de 1926-Providencia, 27 de julio de 1973) fue un marino chileno, edecán del presidente de Chile Salvador Allende. Asesinado por militantes del grupo paramilitar de extrema derecha Patria y Libertad, en conjunto con integrantes del también ultraderechista Comando Rolando Matus, vinculado al Partido Nacional.

## Primeros años y carrera naval
Estudió en el Liceo Eduardo de la Barra de Valparaíso. El 30 de abril de 1970 se casó con Carmen Alicia Moder Echeverri, con quien tuvo 4 hijos: Arturo Andrés, Jorge Eduardo, Enrique y Pedro.
Ingresó a la Escuela Naval Arturo Prat el 19 de febrero de 1942, egresando de guardiamarina el 1 de enero de 1947. Entre 1948 y 1950, cumple funciones en la 2ª zona naval, en la isla Quiriquina como instructor de la Escuela de Grumetes.
En 1957 es designado instructor de cadetes de la Escuela Naval. En 1958 asciende a Capitán de Corbeta, siendo embarcado a La Esmeralda.
Entre 1960 y 1961 cursa estudios en la Academia de Guerra Naval y egresa como Oficial de Estado Mayor. En 1965 asciende como Capitán de Fragata.
Entre 1968 y 1970 se hace cargo como Jefe del Departamento de Relaciones Públicas de la Armada. En 1970 es designado subdirector de la Escuela Naval.
El 3 de noviembre de 1970 es nombrado edecán del Presidente Salvador Allende.

## Antecedentes militares

### Rangos
- 19 de enero de 1942: Cadete de la Escuela Naval Arturo Prat
- 1 de enero de 1948: Subteniente
- 19 de febrero de 1951: Teniente 2.º
- 19 de febrero de 1954: Teniente 1.º
- 19 de febrero de 1958: Capitán de corbeta
- 22 de febrero de 1965: Capitán de fragata
- 1 de enero de 1972: Capitán de navío

## Asesinato

### Hechos
El 27 de julio de 1973 militantes de Patria y Libertad asesinaron al edecán naval del presidente Salvador Allende, comandante Arturo Araya Peeters; este sufrió un disparo de un francotirador frente a su domicilio.
Hasta ahora no hay concordancia entre los relatos de los testigos y las pruebas forenses que determinan que el disparo mortal fue desde arriba, estando los miembros de Patria y Libertad en posición baja respecto al comandante.

“la trayectoria intracorporal seguida por el proyectil, estando el cuerpo en posición normal, es de adelante hacia atrás, de izquierda a derecha y ligeramente de arriba hacia abajo. El disparo corresponde a los llamados de larga distancia en medicina legal y es de tipo homicida”.
Informe de Autopsia del Edecan Araya Peeters.

En los muros de la casa de Fidel Oteíza 1953, en la comuna de Providencia, donde vivía el capitán de navío Arturo Araya Peeters, quedaron marcados, pasada la 1:30 del 27 de julio de 1973, cinco impactos de proyectiles. Con la bala que mató al edecán sumaron seis los disparos hechos en dirección al balcón del segundo piso de su casa, que miraba directo al norte, hacia avenida Providencia.

### Cobertura posterior
Al entonces teniente del SIN, Daniel Guimpert Corvalán, junto con el capitán del Servicio de Inteligencia de Carabineros (SICAR) Germán Esquivel Caballero –quien más tarde participaría en múltiples desapariciones cometidas por el Comando Conjunto y el SICAR–, le cupo realizar uno de los aspectos más sucios y cobardes del complot desestabilizador. Al otro día del asesinato del Edecán Naval del Presidente Allende –un sábado–, Esquivel y Guimpert recorrieron diversas comisarías buscando un "chivo expiatorio" a quién cargarle el crimen. El elegido fue un preso por ebriedad, que trabajaba en una empresa CORFO (SEAM) y portaba un carnet de militante del Partido Radical, integrante de la Unidad Popular. Como eso no era muy convincente, ni bastaba para completar sus planes, fabricaron un carnet del Partido Socialista e interrogaron privadamente al funcionario, que –sometido a salvajes torturas– se auto inculpó de haber participado en el asesinato, "junto con un comando del PS-Elenos" y algunos cubanos. El mecánico de SEAM CORFO terminó encargado reo y procesado por la Justicia Naval, bajo la dirección del Fiscal Aldo Montagna. El nombre del mecánico eléctrico de SEAM CORFO torturado por Guimpert y Esquivel era José Luis Riquelme Bascuñán y fue interrogado y encargado reo por el ministro de la Corte de Apelaciones Abraham Meersohn y por el Fiscal Militar Joaquín Erlbaum. El desgraciado mecánico fue tan bien torturado que se echaba la culpa de haber participado en el crimen con un grupo de GAP y cubanos dirigidos por Bruno (Domingo Blanco) uno de los jefes de esa guardia de Salvador Allende.
Al día siguiente, los medios opositores y diversos políticos -entre los que destacaron los senadores derechistas Víctor García Garzena y Fernando Ochagavía, junto al diputado demócratacristiano Claudio Orrego Vicuña y al director del diario demócratacristiano La Prensa, Jorge Navarrete, iniciaron una campaña de injurias y acusaciones contra el gobierno de la UP y la representación cubana en Chile.

### Se desarma la cobertura
El problema para los conspiradores fue que, a los pocos días, la Policía de Investigaciones detuvo a casi todos los miembros de la banda conformada por elementos del Comando Rolando Matus (CRM), Partido Nacional (PN), Democracia Radical (DR) y Patria y Libertad, que habían participado directamente en el asesinato del edecán.

### Procesados miembros de Patria y Libertad
Un total de 32 miembros de Patria y Libertad, cuyo fundador era Pablo Rodríguez Grez, fueron detenidos y procesados por la Fiscalía Naval, pero todos quedaron libres. Sólo uno de ellos, Guillermo Claverie, luego de haber estado un tiempo prófugo, resultó condenado a tres años y un día de prisión como autor material del crimen, pena que tampoco cumplió ya que, al final, todos los conspiradores fueron indultados en 1981 por Augusto Pinochet Ugarte, "por servicios prestados a la Patria". Guillermo Claverie no sólo no cumplió cárcel sino que fue indultado por José Toribio Merino.
Entre ellos, destacaban: el presunto autor de los disparos (Guillermo Claverie), una dirigente de la Juventud del Partido Nacional y del Comando Rolando Matus -Uca Eileen Lozano-, el hijo «Patria y Libertad» del conocido empresario panadero Castaño, Odilio Castaño Jiménez; el militante de Patria y Libertad, Luis «Fifo» Palma Ramírez, que dos años después tendría una destacada participación en el SIFA y en las desapariciones del Comando Conjunto, un sobrino CRM del psiquiatra de la DINA, Lailhacar, de apellidos Potin Lailhacar, el dirigente de la DR, Guillermo Schilling, y un militante del CRM, Miguel Sepúlveda Campos, hijo de un conocido almirante retirado.

### Peritajes balísticos no calzan
De acuerdo a peritajes forenses y balísticos efectuados en el 2005, ninguna de las armas encontradas disparó el proyectil calibre 22 Long Rifle que mató al edecán, ni disparó las cuatro vainillas (tres marca Orbea y una marca Remington) calibre 22 Long Rifle encontradas en la calle frente a la casa del edecán. Otras siete vainas halladas en Providencia con Lyon fueron percutidas por la misma arma que disparó frente a la casa del edecán las tres vainillas Orbea. Pero el arma que usó Claverie, de la cual presumiblemente provinieron los disparos que arrojaron las 11 vainas Orbea referidas, desapareció. Por ello, nunca se pudo establecer científicamente que fue ese rifle automático el que las disparó.

“A su padre lo mató un tirador escogido que le disparó desde el frente, de esa casona que todavía existe y que era un colegio de monjas”
 Conclusión de la Policía de Investigaciones de Chile según los hijos del Comandante Araya Peeters anulada por el Golpe de Estado del 11 de septiembre de 1973.

Las pericias balísticas establecieron que las vainillas encontradas en la calle, correspondientes a los disparos hechos por Claverie, no pertenecían al proyectil que perforó el cuerpo del edecán.
Eso significaría que al comandante lo asesinaron con un arma distinta, y le dispararon desde otro lugar -presumiblemente desde el frente de su casa-, ligeramente desde arriba hacia abajo. A pesar de todas estas evidencias, la investigación naval concluyó que el edecán de Allende murió por uno de los disparos de Claverie. Pero este insiste en explicitar muchas preguntas, todas ellas sin respuestas oficiales.

### Se abre una nueva investigación en democracia
El asesinato del edecán Araya está siendo nuevamente investigado por la jueza del 17º Juzgado del Crimen de Santiago, Patricia González. La magistrada dictó en marzo de 2005 una orden de investigar a la Brigada de Asuntos Especiales y Derechos Humanos de la policía civil. A ello se suma otra querella que los hijos del edecán interpusieron el viernes en contra de Jorge Ehlers y otros civiles que formaron parte del complot.
Supuestamente el excadete naval Jorge Ehlers Trostel contactó a un francotirador para que asesinara al comandante Araya Peeters, aprovechando el caos que el mismo Ehlers ordenó crear al grupo de ultraderecha esa noche en las cercanías de la casa del edecán. Ehlers abandonó a Alemania días después de que los hijos del edecán interpusieron la querella en septiembre de 2003, refugiándose en ese país hasta hoy. Interrogado en el año 2006 sobre su participación en el crimen del edecán del Presidente Allende, capitán de navío Arturo Araya Peeters, el oficial de la Armada (R) Jorge Ehlers Trostel declaró en el nuevo proceso que se instruye en el 17° Juzgado del Crimen de Santiago, que a Araya se le disparó “en defensa propia” y calificó el hecho como “absolutamente casual”.
Ehlers fue sindicado múltiples veces en este proceso por los participantes del grupo de ultraderecha que esa madrugada protagonizó la asonada como quien los convocó y proveyó parte de las armas, además de oficiar de «nexo» entre ellos y la oficialidad de la Armada.

“En el crimen de nuestro padre, Jorge Ehlers fue el nexo entre la cúpula de la Armada que pretendía el golpe militar, y el grupo de ultraderecha que esa noche actuó para hacer salir a nuestro padre al balcón y exponerlo a los disparos”.....Ehlers “apenas” fue interrogado una vez por el fiscal naval, no fue procesado ni menos condenado con las bajas penas que afectaron a quienes la investigación naval sindicó como los responsables del “maltrato de obra a un oficial naval”. 
 Arturo Araya Corominas, abogado querellante e hijo mayor del ex asesor presidencial en entrevista a La Nación.

Además se retomó la declaración de dos prostitutas que figura en el expediente de la justicia naval, quienes afirmaban que, paradas esa noche en la esquina de Pedro de Valdivia con Providencia y segundos después de escuchar disparos, vieron salir de un lugar a dos hombres corriendo, uno de ellos con un fusil en la mano, y que se subieron a una camioneta que tenía un disco que les pareció de vehículo fiscal.

### Otras hipótesis
Una hipótesis que ha cobrado fuerza ha sido la participación de la CIA y de la ONI en el crimen. El asesino era David Sánchez Morales, hombre de la CIA, quien se trasladó a Chile en 1970 y fue miembro del equipo que utilizó 10 millones de dólares con el fin de debilitar las fuerzas de izquierda en el país. Morales dijo a amigos que él personalmente había eliminado varias figuras políticas. Dentro de las personas asesinadas por Sánchez estuvo el edecán naval del presidente Allende, el capitán de navío Arturo Araya Peeters, el que representaba el único escollo para que el principal asset ONI, José Toribio Merino, pudiera acceder al mando de la Armada de Chile y dar el Golpe de 1973. También estuvo involucrado en ayudar a Augusto Pinochet a derrocar a Salvador Allende en septiembre de 1973.
La delicada trama y las sucesivas capas de cobertura , además del nivel de las personas implicadas en la cobertura, y las estructuras de poder implicadas en ella, hablan de una operación de inteligencia , destinada a asesinarlo. La participación en la cobertura de miembros del Servicio de Inteligencia Naval chileno , como Daniel Guimpert Corvalán, junto con el capitán del Servicio de Inteligencia de Carabineros (SICAR), los que posteriormente ocuparon puestos en los servicios de la Dictadura de Pinochet que sucedió al Gobierno de Allende, es prueba de ello. El abogado de la causa Arturo Araya Corominas, hijo de Arturo Araya Peeters asegura que la teoría del complot entre la Armada y la ultraderecha civil para asesinar al comandante cobra «cada vez más fuerza» en la nueva indagatoria, donde se siguen acumulando evidencias en ese sentido.
Falta establecer la participación de la inteligencia estadounidense en el complot. Este asesinato fue uno de los últimos , de la larga lista de militares y marinos asesinados en el intento desestabilizador estadounidense iniciado con el Asesinato del General René Schneider en 1970 para impedir que Allende asumiera.

### El asesinato en el cine
El atentado contra Araya es representado en la película Araña (2019), donde se muestra a miembros de Patria y Libertad asistir a su casa y dispararle cuando este se asoma por un balcón.[cita requerida]

## Homenajes
El 27 de julio de 2006 por primera vez, la Armada recordó con una misa al ex edecán naval, capitán de navío Arturo Araya Peeters, tras treinta y tres años de su asesinato producto de un complot para debilitar el Gobierno de Salvador Allende y acelerar el golpe de Estado del 11 de septiembre de 1973. La ceremonia religiosa se efectuó en la Escuela Naval de Valparaíso, y contó con las asistencia de su primera esposa, Fanny Corominas y sus hijos. El comandante en jefe de la institución, almirante Rodolfo Codina, no asistió. Los actos recordatorios se originaron en un encuentro que el almirante Codina sostuvo con los hijos del capitán Araya, Arturo y Enrique, constituyendo el primer contacto desde su muerte la madrugada del 27 de julio de 1973.

### Sala de Edecanes Comandante Arturo Araya Peeters en el Palacio de La Moneda

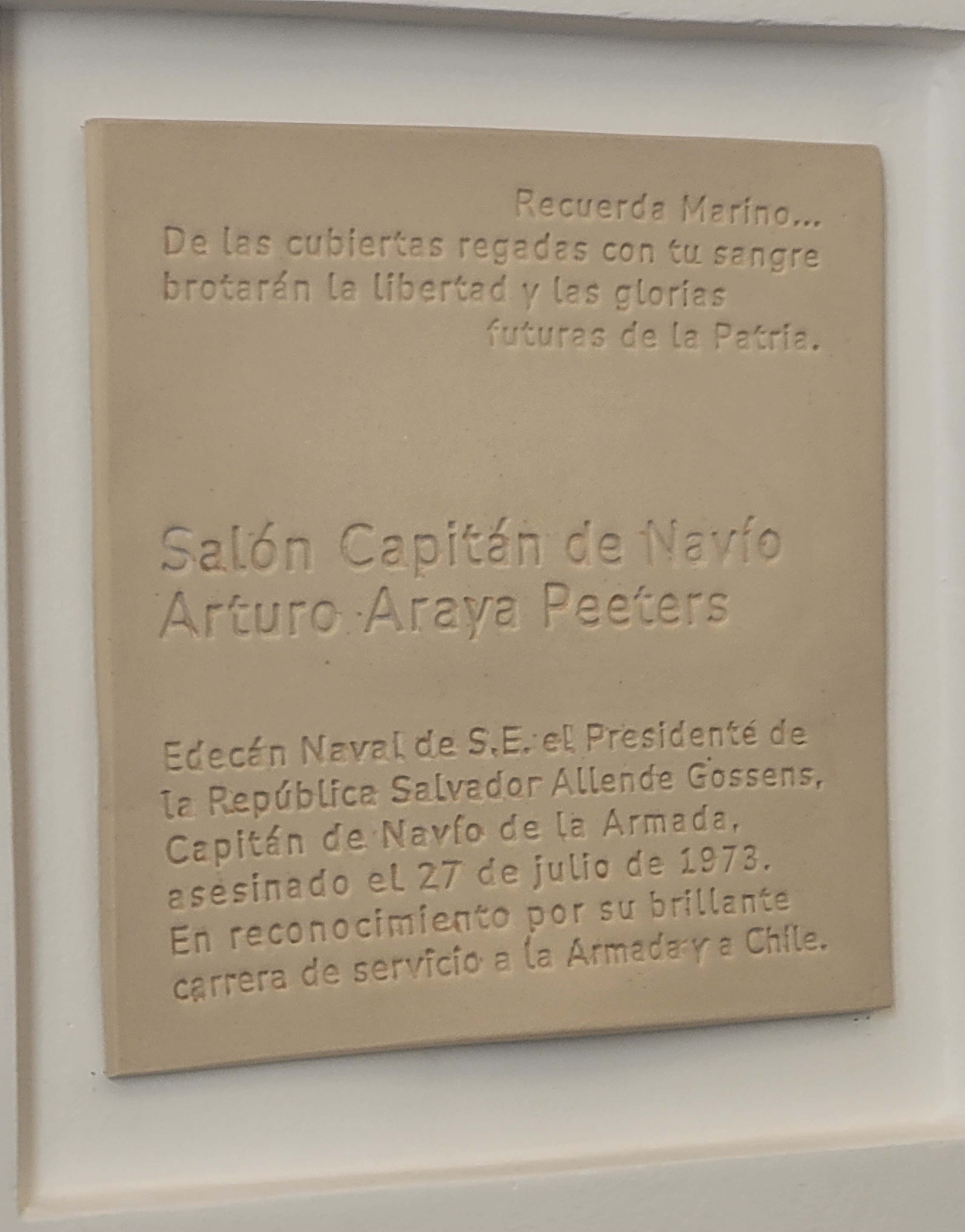
Placa del «Salón Capitán de Navío Arturo Araya Peeters».

En el Palacio de La Moneda, paralela al salón Independencia, la Sala de Edecanes sigue a continuación del salón Carrera y es contigua a la oficina de la secretaría privada del Presidente de la República, la que fue renombrada como Salón Capitán de Navío Arturo Araya Peeters el 27 de julio de 2023 por el presidente Gabriel Boric.
Es un espacio funcional para el trabajo de los Edecanes del Mandatario, quienes tienen como misión principal acompañarle y asistirle en todas sus actividades oficiales y representarle en los eventos protocolarios que específicamente les encomiende. Los Edecanes son designados por el presidente de la República a propuesta de los Comandantes en Jefe de las Fuerzas Armadas y del General Director de Carabineros.